# Паркер, Бернард
Бе́рнард Ме́лвин Па́ркер (англ. Bernard Melvin Parker; род. 16 марта 1986, Боксбург, Гаутенг) — южноафриканский футболист, игравший на позиции нападающего и атакующего полузащитника. Выступал за сборную ЮАР.

## Карьера

### В клубах
Окончив футбольную Школу непревзойдённого мастерства, Бернард присоединился к клубу первого дивизиона ЮАР — «Элленику», который позже перименовывался в «Бенони Премьер Юнайтед» и «Танда Ройял Зулу». В сезоне 2005/06 клуб вышел в премьер-лигу ЮАР, где боролся исключительно за «выживание».
Зимой 2009 года футболист перешёл в сербскую «Црвену Звезду». Команда испытывала трудности с финансами, из-за чего Паркер и ганский полузащитник Мохаммед Аваль-Исса решили покинуть команду, но после обещаний клуба выплатить долги вернулись из белградского аэропорта.
В июле 2009 года подписал четырёхлетнее соглашение с нидерландским «Твенте». С «красными» ему покорились чемпионат и Суперкубок Нидерландов 2010 года. В январе 2011 года был арендован греческим «Пансерраикосом», за который до конца сезона он отличился лишь однажды за 12 игр в чемпионате, что не спасло клуб от вылета из элитного дивизиона.
Летом 2011 года Бернард имел предложения от шведских клубов «Мальмё» и «Хельсинборг», но предпочёл вернуться в ЮАР, подписав двухлетний контракт с «Кайзер Чифс».

### В сборной
Паркер выступает в сборной ЮАР с 2007 года. Ярким получился для него домашний Кубок конфедераций 2009. В матче-открытии против команды Ирака Бернард помешал партнёру Кахишо Дикхачои поразить пустые ворота, выбив мяч с «ленточки» своими ягодицами. После этого эпизода ему «хотелось умереть», но он постарался поскорее забыть об этом. И уже в следующей игре с Новой Зеландией футболисту удалось оформить дубль, обеспечив победу своей команды со счётом 2:0.
На чемпионате мира 2010 года Бернард провёл две игры с Мексикой и Францией, но голами не отметился, а сборная не вышла из группы.

## Достижения

### Командные
Как игрока национальной сборной ЮАР:
- Кубки Конфедераций:
  - Четвёртое место: 2009

Как игрока «Танда Роял Зулу»:
- Первый дивизион ЮАР:
  - Победитель: 2005/06 (выход в премьер-лигу)

Как игрока «Црвены Звезды»:
- Чемпионат Сербии:
  - Третье место: 2008/09

Как игрока «Твенте»:
- Суперкубок Нидерландов:
  - Победитель: 2010
- Чемпионат Нидерландов:
  - Чемпион: 2009/10

Как игрока «Танда Роял Зулу»:
- Чемпионат ЮАР:
  - Чемпион: 2012/13, 2014/15
  - Второе место: 2013/14
- Кубок ЮАР:
  - Победитель: 2012/13
- Кубок Восьми:
  - Победитель: 2014
  - Финалист: 2015
- Кубок Лиги ЮАР:
  - Финалист: 2015